# Blekansiktet
Blekansiktet (eng: The Paleface) är en amerikansk västernkomedifilm i Technicolor från 1948 i regi av Norman Z. McLeod. I huvudrollerna ses Bob Hope och Jane Russell. Hope sjunger i filmen sången "Buttons and Bows" (av Jay Livingston och Ray Evans), vilken erhöll en Oscar för bästa sång. Filmen har fått en uppföljare, Blekansiktets son (1952) och 1968 gjorde Don Knotts en nyinspelning av filmen med titeln The Shakiest Gun in the West.

## Rollista i urval
- Bob Hope - Painless Potter
- Jane Russell - Calamity Jane
- Robert Armstrong - Terris
- Iris Adrian - Pepper (sångröst dubbad av Annette Warren)
- Bobby Watson - Toby Preston
- Jackie Searl - Jasper Martin
- Joseph Vitale - Indian Scout
- Charles Trowbridge - Gov. Johnson
- Clem Bevans - Hank Billings
- Jeff York - Big Joe
- Stanley Andrews - kommissionär Emerson
- Wade Crosby - Jeb
- Chief Yowlachie - hövding Yellow Feather
- Iron Eyes Cody - hövding Iron Eyes
- John Maxwell - byns skvallermakare
- Tom Kennedy - bartender
- Henry Brandon - Wapato (medicinman)
- Francis McDonald - Lance
- Frank Hagney - Greg
- Skelton Knaggs - Pete